# 黄紫
黄紫，本名黃紫楠，中国钢琴家，毕业于英国伦敦皇家音乐学院（RAM）。5岁师从新西兰钢琴家、李斯特·费伦茨第六代传人Gillian Bibby学习钢琴。2016年为联合国和平节演奏；2017年参加首届全球慈善家之夜